# Blackout (The Kolors)
Blackout è un singolo del gruppo musicale italiano The Kolors, pubblicato il 13 aprile 2022.

## Video musicale
Il video, diretto da Marc Lucas e girato a Milano, è stato reso disponibile il 15 aprile 2022 attraverso il canale YouTube del gruppo.

## Tracce
Testi e musiche di Antonio Fiordispino e Davide Petrella.
1. Blackout – 2:59